# Wide receiver

Posición del wide receiver.

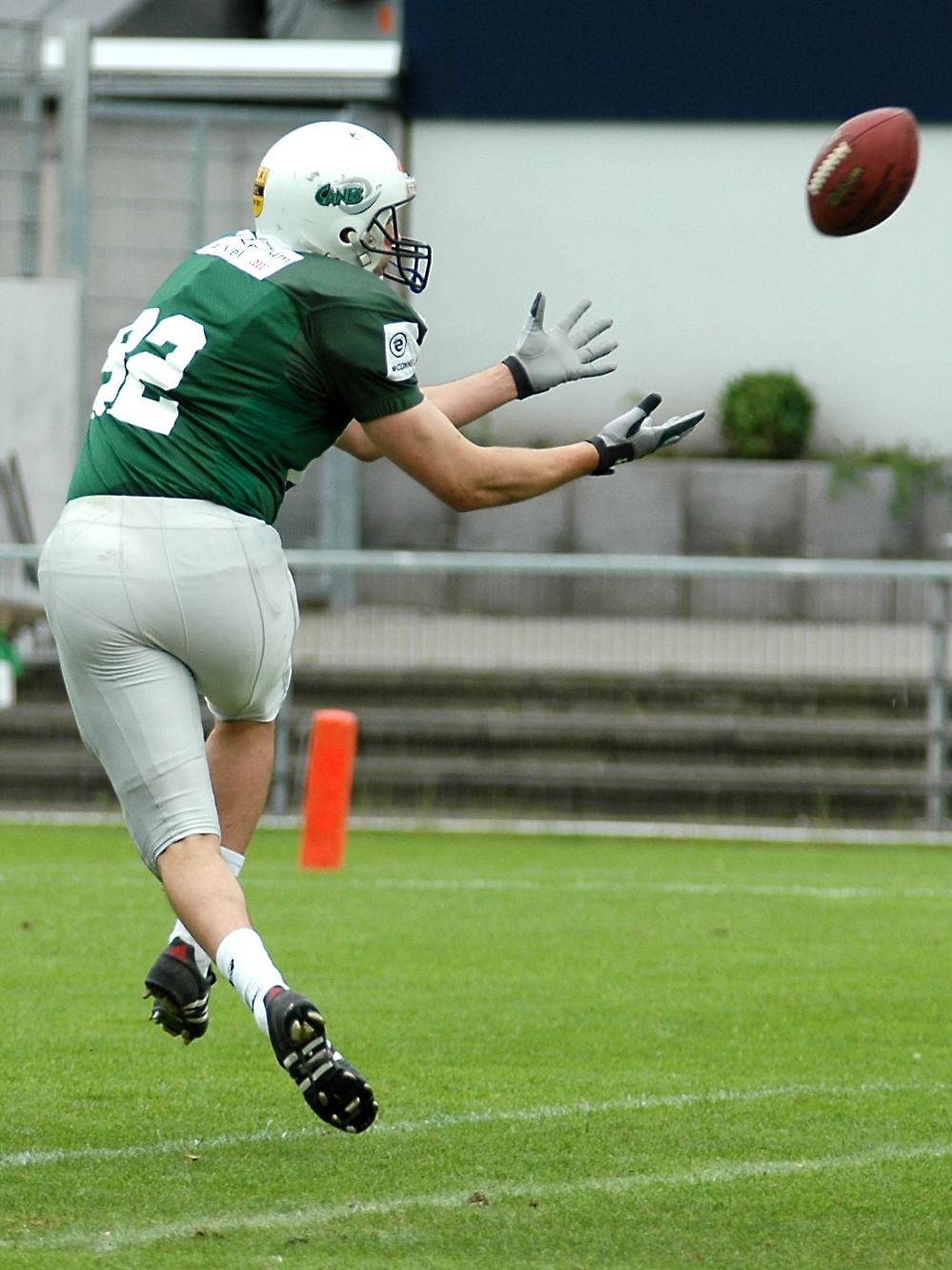
Un wide receiver para los Kiel Baltic Hurricanes a punto de recibir.

Wide receiver (WR), en español ala abierta, receptor abierto o receptor externo, es una posición en el fútbol americano y canadiense que forma parte de la línea ofensiva. Especializados en capturar los pases del quarterback para conseguir hacer touchdown o avanzar yardas, suelen ser los jugadores más rápidos y ágiles del equipo. También se encargan de bloquear al linebacker o al cornerback para imposibilitarle el placaje en el caso de que sea jugada de carrera.

## Número
En el fútbol americano para la escuela secundaria los receptores pueden usar cualquier número, pero en la NFL solo pueden usar los números entre el 10 y el 19, y entre 80 y 89.

## Tipos
- Receptor X (Split end o SE): Receptor que se ubica en la línea de golpeo, necesario para cumplir con la regla de tener 7 jugadores ubicados en esta. Cuando está presente, este jugador se ubica en el lado opuesto al tight end. El receptor X es, en su lado, el que está más alejado del centro de la línea.

- Receptor Z (Flanker, Flanker back, FL o 6 back): Receptor que se ubica detrás de la línea de golpeo. Es frecuentemente el receptor principal de la jugada (quien recibirá el balón), el receptor Z usa el espacio entre el y el defensivo para evitar que le hagan "jamming" (contacto legal en las primeras 5 yardas después de la línea de golpeo) inmediatamente al iniciar la jugada. El receptor Z generalmente se ubica en el mismo lado de la formación que el tight end. Igual que el receptor X, el Z suele ser el jugador más alejado del centro de la línea en su lado, lo cual hace que sus ubicaciones sean prácticamente iguales, sin embargo, como el receptor Z está detrás de la línea de golpeo, este se encuentra técnicamente en el "backfield".

- Slot (Receptor de slot, receptor Y, "Slot receiver" o SR): Esta es una denominación menos formal dada a los receptores, aparte de las dos mencionadas anteriormente, ya que, por ejemplo, el slot puede ser un tight end que se ubica un poco más hacia afuera. Estos receptores se suelen ubicar entre los receptores X/Y y la línea ofensiva. Si se alinea del lado del receptor Z , el slot usualmente se ubicará en la línea de golpeo. Si es del lado del receptor X lo hará detrás de esta. Esta último caso se podría dar si el slot fuera el principal receptor de la jugada, para evitar el "jamming".